# Дочкин, Николай Викторович
Николай Викторович Дочкин (20 мая 1935, дер. Тростниковка, Новомосковский район, Тульская область, РСФСР — 5 октября 2015, Тверь, Российская Федерация) — советский и российский живописец, народный художник России (2005).

## Биография
В 1949 году переехал с семьей в город Калинин. В 1953 г. окончил Детскую художественную школу. Его учителями были скульптор А. М. Сперанский, художник И. Т. Синяков, искусствовед Н. Ф. Судакова. В 1955 г. окончил Елецкое художественное училище по классу художника B.C.Сорокина, в 1962 г. окончил Московское областное художественное училище «Памяти 1905 года».
В 1962 г. начал преподавать: вел курс живописи и композиции в Калининской городской детской художественной школе. Участвовал в областных, республиканских и международных выставках.
С 1968 г. ‒ член Союза художников РСФСР.
В 1991 г. с творческой поездкой побывал в США, где был награжден дипломом Вашингтонского Университета.
В 2002 г. награжден дипломом Российской академии художеств за персональную выставку, которая прошла в 2001 г. в Москве в Центральном музее Великой Отечественной войны 1941‒1945 гг. на Поклонной горе.
Автор многих известных живописных серий: «Памятники древнерусской архитектуры», «Пушкинские места Верхневолжья», «Новороссийск», «Домотканово и окрестности», о строительстве Калининской атомной электростанции и других.
Произведения мастера находятся в собраниях Тверской областной картинной галереи, Приморского художественного музея, Тульской областной картинной галереи, Тверского государственного объединенного музея, в картинных галереях городов Бологое, Зубцов, Нелидово, Ржев, Касимов (Рязанская область), в частных коллекциях России и многих стран мира.
Похоронен на Дмитрово-Черкасском кладбище в Твери .«»

## Награды и звания
- Народный художник Российской Федерации (3 апреля 2005 года) — за большие заслуги в области искусства[1].
- Заслуженный художник Российской Федерации (25 августа 1997 года) — за заслуги в области искусства[2].
- Лауреат Премии губернатора Тверской области в сфере культуры и искусства.